# Gießereihalle Firma Eberhard Hoesch

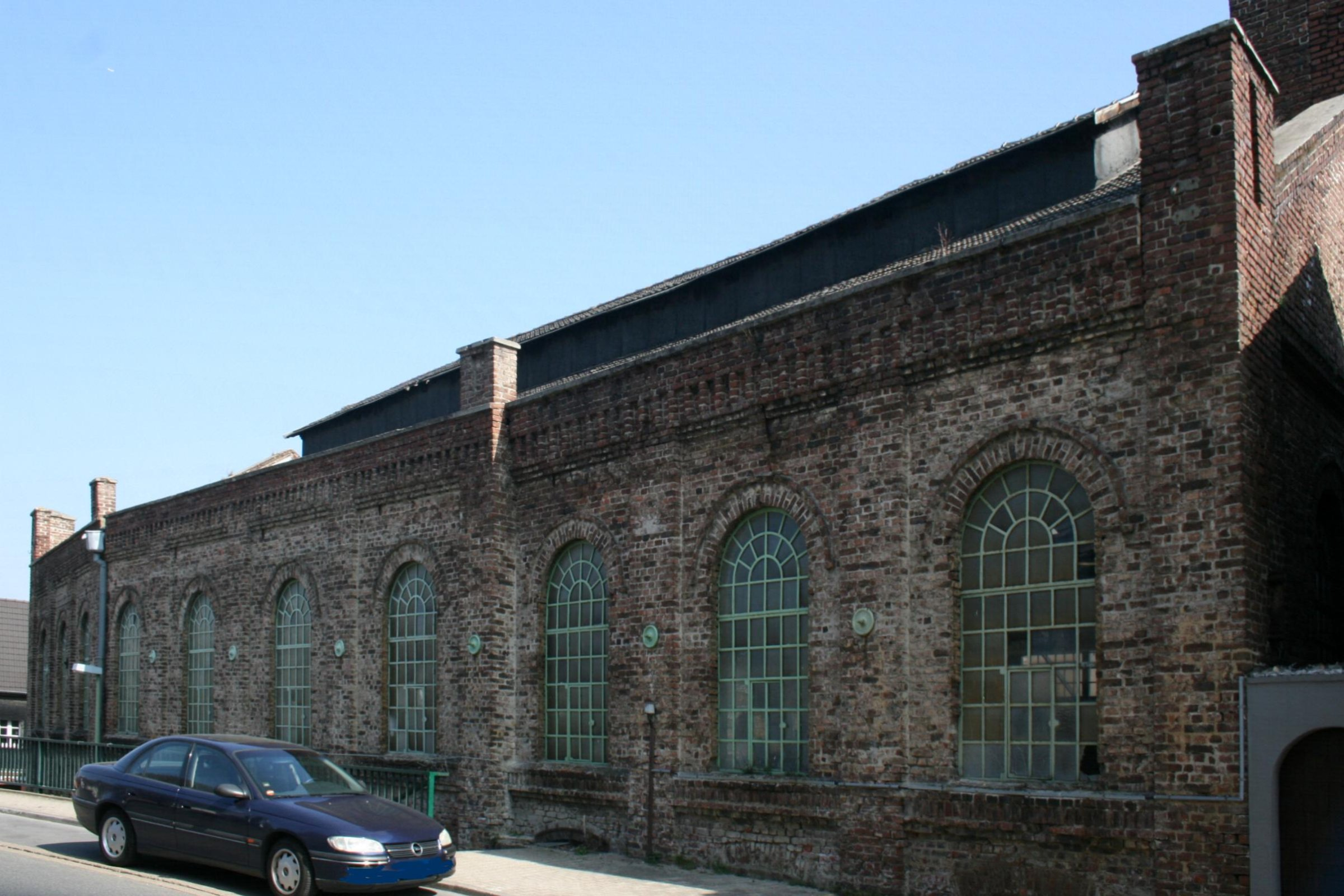

Die Gießereihalle der Firma Eberhard Hoesch & Söhne  steht im Dürener Stadtteil Lendersdorf in Nordrhein-Westfalen in der Hüttenstraße.
Die Fabrikhalle wurde aus Feldbrandsteinen gemauert und hat ein Satteldach mit Dachentlüfter. Die Fensterreihung ist zweigeschossig mit zehn zu vier Achsen. Die Fassadengliederung ist durch Lisenen und Backsteingesimse unterbrochen. Die originalen Sprossenfenster sind erhalten. Im Inneren ist eine stützfreie Hallenkonstruktion zu sehen.
Das Bauwerk ist unter Nr. 3/023 in die Denkmalliste der Stadt Düren eingetragen.